# Deutsche Roman-Zeitung
Die Deutsche Roman-Zeitung war eine Literaturzeitschrift, die von 1864 bis 1944 erschien.

## Geschichte
1864 begann der Buchverleger Otto Janke mit der Herausgabe der Deutschen Roman-Zeitung. Im ersten Heft konnte er den Roman Der Hungerpastor des bekannten Schriftstellers Wilhelm Raabe abdrucken, um dessen Mitarbeit er über ein Jahr lang geworben hatte.
In der Deutschen Roman-Zeitung erschienen Fortsetzungsromane, Erzählungen, Gedichte und weitere literarische Texte sowie einige Sachtexte über Literatur und Rezensionen zu neu erschienenen Büchern. Die meisten Autoren waren weniger bekannt.
Die Ausrichtung der Zeitschrift war auf die Pflege des deutschen Schrifttums ausgerichtet, ohne die Einflüsse des wissenschaftlichen Materialismus und des Fremdtums. Deshalb wurden neuere zeitgenössische Literaturströmungen weitgehend unbeachtet gelassen.
Nach dem Tod des Gründers 1887 übernahm dessen gleichnamiger Sohn Otto Janke die Herausgabe, danach Erich Janke und weitere Herausgeber.